# Wake Up and Smell the… Carcass
Wake up and Smell the… Carcass — альбом-компиляция группы Carcass, вышедший в 1996 году на лейбле Earache Records. Также это одноименное DVD группы. На обложке изображено фото вскрытия Джона Кеннеди.
06.11.2015 впервые выпущен 2LP  на лейбле Earache Records ограниченным тиражом. Является четвёртым релизом в серии BLACK SERIES VINYL, которая также содержит записи из Bolt Thrower, Entombed, Morbid Angel и Napalm Death.

## Список композиций

### CD
1. «Edge of Darkness»
2. «Emotional Flatline»
3. «Ever Increasing Circles»
4. «Blood Splattered Banner»
5. «I Told You So (Corporate Rock Really Does Suck)»
6. «Buried Dreams»
7. «No Love Lost»
8. «Rot 'n' Roll»
9. «Edge of Darkness»
10. «This Is Your Life»
11. «Rot 'n' Roll»
12. «Tools of the Trade»
13. «Pyosisified (Still Rotten to the Gore)»
14. «Hepatic Tissue Fermentation»
15. «Genital Grinder II»
16. «Hepatic Tissue Fermentation II»
17. «Exhume To Consume»

Песни 1-5 взяты из записей альбома Swansong, 6-9 из Октябрськой записи 1994 года для BBC, 10 и 11 из The Heartwork EP, 12-14 из Tools of the Trade EP, 15 и 16 из Pathological Compilation и 17 is из Grindcrusher Compilation.

### DVD
1. «Heartwork»
2. «Corporeal Jigsore Quandary»
3. «Keep on Rotting in the Free World»
4. «Incarnated Solvent Abuse»
5. «No Love Lost»
6. «Inpropagation»
7. «Corporeal Jigsore Quandary»
8. «Reek of Putrefaction»
9. «Pedigree Butchery»
10. «Incarnated Solvent Abuse»
11. «Carneous Cacoffiny»
12. «Lavaging Expectorate of Lysergide Composition»
13. «Exhume to Consume»
14. «Tools of the Trade»
15. «Ruptured in Purulence»
16. «Genital Grinder II»
17. «Exhume to Consume»
18. «Excoriating Abdominal Emanation»
19. «Ruptured in Purulence»
20. «Empathological Necroticism»
21. «Embryonic Necropsy and Devourment»
22. «Reek of Putrefaction»

Песни 1-5 - это видеоклипы группы, 6-15 были записаны вживую в 1992 году в туре «Gods of Grind» , и 16-22 записаны в 1989 году в туре «Grindcrusher Tour.»